# Who Am I Living For?

"Who Am I Living For?" es una canción de Katy Perry, escrita por Katy con Christopher" Tricky "Stewart, Brian Thomas y Monte Neuble, para el tercer álbum de estudio de Katy, Teenage Dream. La canción fue inspirada por educación religiosa del cantante.
La canción contiene elementos del dubstep y géneros de la música glitch, con inspiración gospel, y en forma completa es una balada R & B Elettronica. Los críticos dieron revisiones mixtas a la canción, que elogió su composición y su tono emocional, comparándolo con las canciones escrito por Linda Perry y los cantados por Rihanna. En los textos también hay una referencia a la historia bíblica de Ester, la reina judía de Persia que descubrió y desbarató los planes de Hamán para masacrar al pueblo judío. En general, Katy habla sobre la su batalla constante entre mantenerse fiel a los valores en los que cree, y a riesgo de caer en los peligros del estilo de vida de una celebridad.

## Escritura y significado
"Creo que mis orígenes aún están dentro de mí y me pican los pies todos los días. Hay una canción en mi nuevo disco sobre mis convicciones. Es una canción llamada 'Who Am I Living For?'. "Es interesante que a lo largo del camino de la vida, me encuentro con muchas personas diferentes que vienen de tantos lugares diferentes y que realmente influyen e inspiran a quien soy, [...] sin duda continuaré deseando conocer las respuestas, así que de alguna manera influye en lo que hago musicalmente y en lo que soy como animador, pero todavía hay mucho de mí en eso. Creo que una de las cosas más importantes de la vida no es obtener todo esto. cosas o tratar de ser lo más famoso posible, pero preocuparse por su alma y su espíritu y lo que está por suceder pronto ".

## Revisión crítica
Rolling Stone llamó la banda de "oscura y convincente", y añadió "especialmente porque ella canta como Rihanna" Matthew Cole, de Slant Magazine, criticó la voz de Katy en la canción y dijo que "es un atolladero de mono notas en la autocompasión, cargada de letras cliché, una paliza y un giro vocal hecho por Katy". Rudy K. de sputnikmusic estuvo de acuerdo y dijo que "esta canción fue una buena prueba, pero hubiera sido mejor en manos de un artista más versátil".

## Interpretaciones en directo
Katy ha incluido la canción en su California Dreams Tour. Durante el espectáculo, Katy está unida por cuatro bailarinas con cuerdas elásticas y simula una especie de lucha contra ellas. Al final, sin embargo, es arrojada al suelo, derrotada.